# Greta Bonetti
Greta Bonetti (Milano, 28 febbraio 1969) è una doppiatrice italiana.
È figlia dell'attore e doppiatore Marco Bonetti. Dopo essersi diplomata alla scuola di ballo del Teatro alla Scala si è trasferita a Roma frequentando un corso di dizione e di recitazione che l'ha impegnata per i due anni successivi. Si occupa prevalentemente di doppiaggio di cartoni animati e di programmi rivolti ai più giovani.

## Doppiaggio

### Cinema
- Pauline Huruguen in Il professore cambia scuola
- Natasha Melnick in Orange County
- Mélanie Laurent in Mio figlio
- Grace Van Dien in Charlie Says
- Élodie Bouchez in Black Tide - Un caso di scomparsa
- Lou Lampros in Ma Nuit
- Audrey Lamy in Ribelli
- Sara Forestier in Roubaix, una luce nell'ombra

### Telenovelas
- Sofía Bertolotto in El refugio

### Film d'animazione
- Mipple in Pretty Cure Max Heart 2 - Amici per sempre

### Serie animate
- Lea in Bali
- Mipple in Pretty Cure e Pretty Cure Max Heart
- Yoriko in Sei in arresto!
- Jade Chan in Le avventure di Jackie Chan
- Rita in Jungo
- Nina in Aia!
- William in Gawayn
- Nadia (1ª voce) in Titeuf[3]
- Buddy in Winx Club
- Pio in Orsetto polare
- Kaori Konno (1ª voce) in Yes! Pretty Cure 5
- Jennifer in The Replacements - Agenzia sostituzioni
- Marie Panzer (1ª voce) in Ed, Edd & Eddy
- Phoebe Heyerdahl in Hey, Arnold!
- Henry e Arthur in Orsi sotto il tetto
- Boule in Boule e Bill (3ª ed.)
- Sophie in Sophie
- Jessica in Wheel Squad
- Luis ne Il nido
- Mamma ne Il mondo di Stefi
- Lil in Gemelle più che mai
- Rosie in Norman Normal
- Zinnia e voce narrante in Zou
- April/Glitter Verde in Glitter Force (Smile Pretty Cure!)
- Personaggi vari in Inazuma Eleven
- Bella e Jess  in Anfibia
- Burn in Candy in giro per il mondo